# Resurrection (Quartz)
Resurrection è una compilation live del gruppo heavy metal britannico Quartz, pubblicato nel 1996 per l'etichetta discografica Neat Records.
Contiene le sette tracce incluse nell'album Live Quartz. con in aggiunta altre tracce inedite registrate dal vivo.
L'album è stato ripubblicato nel 2001 sotto l'etichetta discografica Metal Blade, mentre nel 2004 la maggior parte delle tracce del disco saranno inserite all'interno del secondo CD della raccolta Satan's Serenade: The Quartz Anthology.

## Tracce
1. Good Times – 3:46
2. Around and Around – 6:35
3. Street Fighting Lady – 4:24
4. Bird Man – 5:42
5. Dracula – 8:45
6. Mainline Riders – 3:30
7. Born to Rock the Nation – 2:32
8. Roll Over Beethoven – 5:53
9. Jailbait – 5:03
10. Belinda – 5:47
11. Nantucket Sleighride – 5:20
12. Pleasure Seekers – 4:27

## Formazione
- Mike Taylor - voce
- Mick Hopkins - chitarra
- Malcolm Cope - batteria
- Derek Arnold - basso